# Armée Nationale Congolaise
Le Forze Terrestri (in francese Forces Terrestres), chiamate anche Esercito congolese, sono la componente terrestre delle forze armate della Repubblica Democratica del Congo.
L'attuale esercito congolese ha le sue origini nella Force Publique che era attiva nel Congo belga, che venne ribattezzata Esercito nazionale congolese (Armée nationale congolaise, ANC) quando il paese ottenne l'indipendenza dal Belgio nel 1960. Durante il regime di Mobutu Sese Seko, venne ribattezzato Forze armate dello Zaire (Forces Armées Zaïroises, FAZ) nel 1971 con il cambio del nome del paese da Congo a Zaire. Sotto la guida di Mobutu, le FAZ vennero usate per reprimere varie ribellioni, ma vennero deliberatamente tenute deboli per prevenire qualsiasi possibile colpo di Stato, provocando il loro crollo di fronte al movimento ribelle AFDL di Laurent Kabila durante la prima guerra del Congo (1996-1997). Dopo il rovesciamento di Mobutu da parte di Kabila, le ex truppe FAZ e vari ribelli che lo sostenevano non erano in condizioni di combattere l'invasione da parte di gruppi militanti sostenuti dal Ruanda durante la seconda guerra del Congo (1998-2003) e in gran parte crollarono.
L'accordo di pace firmato nel 2002 avviò il processo di unione di ex gruppi ribelli in un esercito nazionale, le Forces du Terrestres delle FARDC, riorganizzandoli in più brigate. Sebbene siano stati compiuti alcuni progressi, l'esercito rimane ostacolato dalla corruzione e da salari bassi e poco frequenti, che hanno portato le truppe delle forze terrestri a commettere numerosi crimini contro i civili. Dalla fine della seconda guerra del Congo, l'esercito è impegnato con decine di gruppi ribelli armati in tutto il paese, in particolare nella provincia orientale del Nord Kivu, vicino al confine con il Ruanda. Ci sono stati anche diversi scontri di confine tra le truppe congolesi e l'esercito ruandese.

## Storia
Le forze terrestri sono costituite da circa 14 brigate integrate, di combattenti di tutte le precedenti fazioni in lotta, che hanno vissuto un processo di integrazione brassage (vedi paragrafo successivo), e un numero noto non-pubblico di brigate non integrate che rimangono esclusivamente costituite da singole fazioni (l'Armée nationale congolaise del Raggruppamento Congolese per la Democrazia (RCD), le ex forze armate congolesi del precedente governo (FAC), l'ex RCD KML, l'ex Movimento di Liberazione del Congo, i gruppi armati del conflitto dell'Ituri (Mouvement des Révolutionnaires Congolais (MRC), Forces de Résistance Patriotique d'Ituri (FRPI), il Front Nationaliste Intégrationniste (FNI)) e il Mai-Mai).
Sembra che all'incirca nello stesso periodo in cui il decreto presidenziale 03/042 del 18 dicembre 2003 istituiva la Commissione nazionale per la smobilitazione e il reinserimento (CONADER), "[...]tutti gli ex combattenti vennero ufficialmente dichiarati soldati delle FARDC e le allora brigate FARDC [avrebbero dovuto] restare schierate fino all'ordine di partire per il brassage.
Il piano di riforma adottato nel 2005 prevedeva la formazione di diciotto brigate integrate attraverso il processo di brassage come prima delle tre fasi. Il processo consiste in primo luogo nel raggruppamento, in cui i combattenti vengono disarmati. Quindi vengono inviati ai centri di orientamento, gestiti dal CONADER, dove i combattenti scelgono se tornare nella società civile o rimanere nelle forze armate. I combattenti che scelgono la smobilitazione ricevono un pagamento iniziale in contanti di 110 dollari statunitensi. Coloro che scelgono di rimanere all'interno delle FARDC vengono quindi trasferiti in uno dei sei centri di integrazione per un corso d'addestramento di 45 giorni, che mira a costruire formazioni integrate di combattenti di fazioni precedentemente fortemente divise lungo linee etniche, politiche e regionali. I centri sono sparsi in tutto il paese a Kitona, Kamina, Kisangani, Rumangabo e Nyaleke (all'interno del Parco Nazionale dei Virunga) nel Nord-Kivu, e Luberizi (al confine con il Burundi) nel Sud Kivu. Il processo ha subito gravi difficoltà a causa di ritardi nella costruzione, errori amministrativi e la quantità di viaggi che gli ex combattenti devono fare, poiché i centri delle tre fasi sono ampiamente separati. Dopo le prime 18 brigate integrate, il secondo obiettivo è la formazione di una forza di reazione pronta di due o tre brigate e, infine, entro il 2010, quando si prevede che la MONUC si sarà ritirata, la creazione di una forza di difesa principale di tre divisioni.

Nel febbraio 2008, l'attuale piano di riforma è stato descritto come:
"Il breve termine, 2008-2010, vedrà l'istituzione di una Forza di reazione rapida; il medio termine, 2008–2015, con una Forza di copertura; e infine il lungo termine, 2015-2020, con una Forza di difesa principale". Ha aggiunto che il piano di riforma poggia su un programma di sinergie basato sui quattro pilastri di dissuasione, produzione, ricostruzione ed eccellenza. "La Forza di reazione rapida è attesa concentrarsi sulla dissuasione, attraverso una Forza di reazione rapida di 12 battaglioni, in grado di aiutare la MONUC a mettere in sicurezza l'est del Paese e a realizzare missioni costituzionali", ha affermato il ministro della Difesa Chikez Diemu.

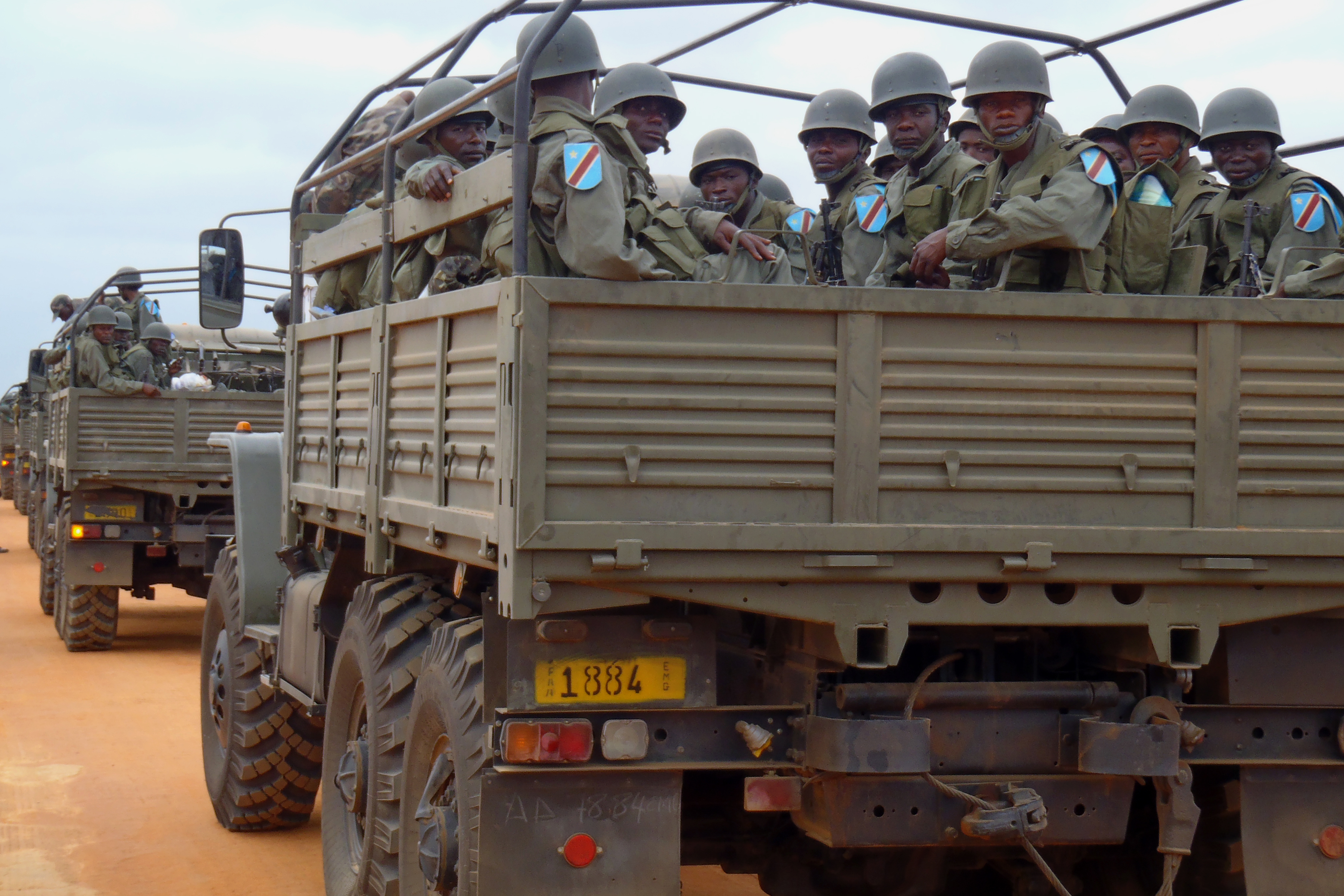
Soldati congolesi in camion Ural-4320 nelle esercitazioni Kwanza-2010 in Angola.

Tra le altre difficoltà nella costruzione di nuove forze armate per la RDC, all'inizio del 2007 il processo di integrazione e addestramento è stato distorto poiché il governo della RDC sotto Kabila ha tentato di utilizzarlo per ottenere un maggiore controllo sul generale dissidente Laurent Nkunda. Un accordo verbale negoziato frettolosamente in Ruanda ha visto tre brigate FAC del governo integrate con le ex 81ª ed 83ª Brigata dell'ANC di Nkunda in quello che è stato chiamato mixage. Il mixage ha portato più fazioni in brigate composite, ma senza la riqualificazione di 45 giorni fornita dal brassage, e sembra che in realtà il processo fosse limitato allo scambio di battaglioni tra le brigate delle FAC e quelle di Nkunda nel Nord Kivu, senza ulteriore integrazione. Grazie alla maggiore coesione delle truppe di Nkunda, Nkunda ha effettivamente ottenuto il controllo di tutte e cinque le brigate, non come sperava il governo centrale della RDC! Tuttavia, dopo che Nkunda ha usato le brigate miste per combattere le FDLR, sono sorte tensioni tra le FARDC e le truppe lealiste di Nkunda all'interno delle brigate ed esse sono crollate negli ultimi giorni di agosto 2007. L'International Crisis Group afferma che "entro il 30 agosto [2007] le truppe di Nkunda avevano lasciato le brigate miste e controllavano gran parte dei territori di Masisi e Rutshuru (del Nord Kivu).
Sia le brigate formalmente integrate che le unità non integrate continuano a condurre arresti arbitrari, stupri, rapine ed altri crimini e queste violazioni dei diritti umani sono "regolarmente" commesse sia da ufficiali che da membri della base. I membri dell'esercito spesso concludono accordi per ottenere l'accesso alle risorse con le milizie che dovrebbero combattere.
Le varie brigate ed altre formazioni e unità contano almeno 100.000 soldati. Lo stato di queste brigate è stato descritto come "piuttosto caotico". Uno studio del 2007 sul disarmo e il rimpatrio ha affermato che "le unità dell'esercito che non hanno ancora attraversato il processo di brassage sono generalmente molto più piccole di quanto dovrebbero essere. Alcune brigate non integrate hanno solo 500 uomini (e quindi non sono altro che un piccolo battaglione), mentre alcuni battaglioni potrebbero non avere nemmeno le dimensioni di una normale compagnia (più di 100 uomini)."
Nel 2015, trecento soldati delle forze speciali delle FARDC vennero schierati nel nord del Katanga per prevenire le violenze interetniche tra i locali Mbuti e Bantu.

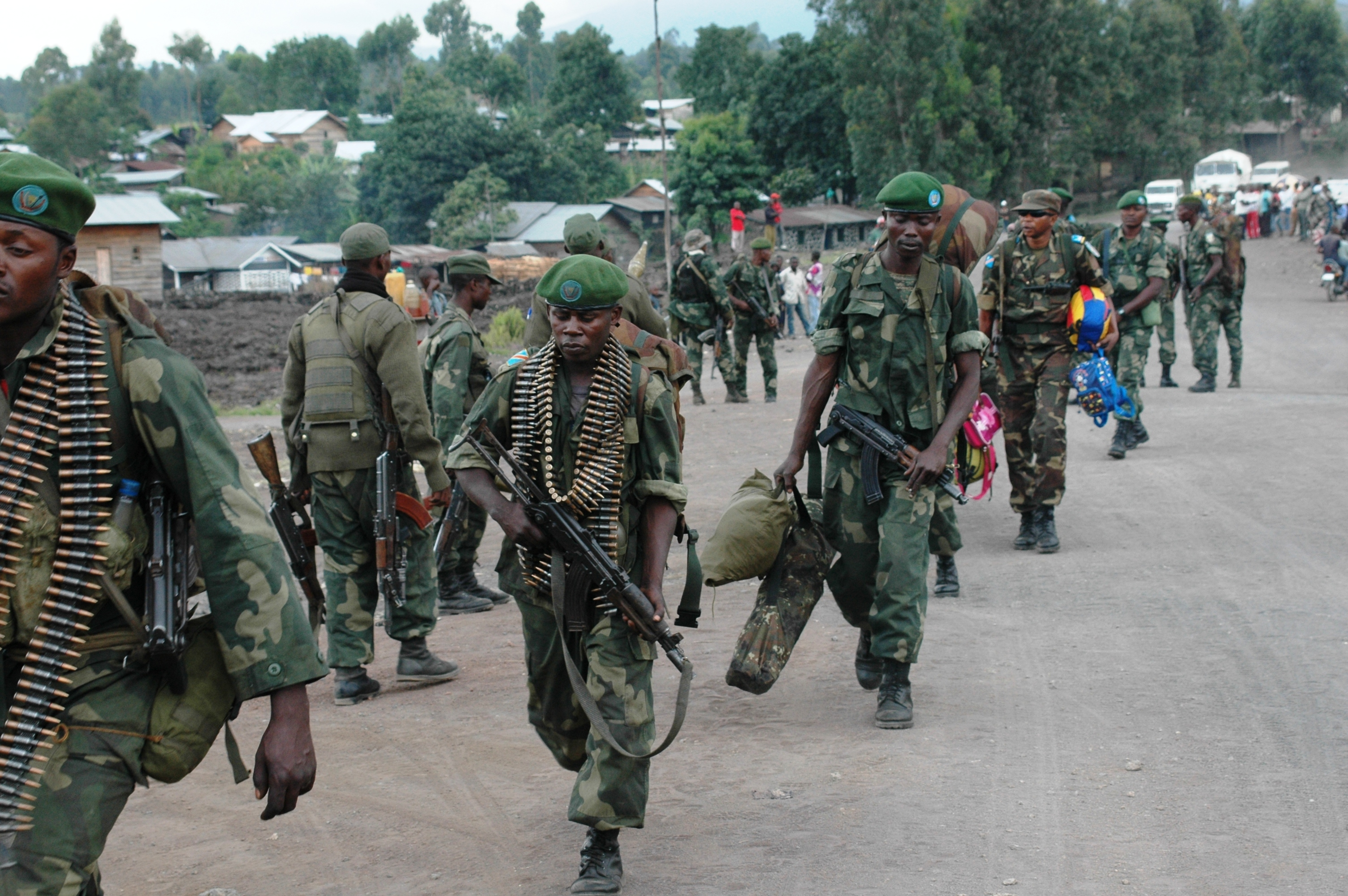
Soldati delle FARDC vicino Goma durante la ribellione del Movimento 23 marzo.

## Organizzazione

### La struttura originale
Vedere anche U.S. State Department,  07KINSHASA452 Congolese Military Proposes Redeployment, Renaming Of Integrated Brigades (archiviato dall'url originale il 2 dicembre 2013)., 19 aprile 2007. Come la Force Publique nello Stato Libero del Congo, le brigate delle FARDC sono state schierate nelle loro aree di attività con le loro famiglie al seguito. il 2º Battaglione Commando della Brigata Paracommando belga addestrò una delle prime brigate integrate da gennaio a giugno 2004. Entro il 13 settembre 2006, il governo aveva stabilito 13 delle 18 brigate integrate che aveva pianificato di creare prima delle elezioni. (S/2006/759, 21 settembre 2006, 12) Una quattordicesima brigata è stato creato nel marzo 2007. (S/2007/156, 20 marzo 2007, 7)
- 1ª Brigata (integrata), il Belgio ha iniziato l'addestramento di questa brigata a Kisangani il 9 febbraio 2004,[13] graduata nel giugno 2004. Le relazioni sui diritti umani in aprile e agosto 2007 hanno posto la brigata nel territorio Mahagi, territorio d'Ituri, Provincia Orientale.[14] A Bavi, 30 km a sud di Bunia, tra agosto e novembre 2006 quaranta civili vennero massacrati e sepolti in tre diverse tombe dei soldati della 1ª Brigata integrata.
- 2ª Brigata (integrata), addestrata dall'Angola a Kitona.[15] Le venne ordinato di trasferirsi nel Nord Kivu da Kinshasa, febbraio 2006. (06KINSHASA178, 2 febbraio 2006) Butembo, Nord Kivu, 28 luglio 2007[16] Vedere anche U.S. State Department,  06KINSHASA629 North Kivu: Struggling to Survive in Rutshuru Territory (archiviato dall'url originale il 3 dicembre 2013)., 20 aprile 2006.
- 3ª Brigata (integrata), addestrata da Belgio e Sudafrica a Kamina.[15] Graduata il 1 giugno 2005. (05KINSHASA950, 10 June 2005) Nel territorio di Bukavu, fine marzo 2007[17] (ora 101ª Brigata)
- 4ª Brigata (integrata), processo di addestramento terminato [lunedì] ca 23 agosto 2005, poi sotto il comando del colonnello Willy Bonané (RCD-G), un ufficiali Tutsi vicino al governatore Eugene Serufuli, e venne spedita nell'Ituri. (ICG Africa Report 108, 27 aprile 2006, p. 16, ed IRIN,  Ex miliziani fanno ora parte della 4ª Brigata., 23 agosto 2005) Il colera scoppiò nella brigata, ago-sett 2005.[18] Elementi riportati a Lopa, territorio dell'Ituri, 24–25 July 2007[19]
- 5ª Brigata (integrata), schierata nel Nord Kivu in agosto–settembre 2005.[18] Vedere ICG Africa Report 108, 27 aprile 2006, p. 16. "Nel mese di gennaio [2006], le tensioni aumentarono dopo che vennero commesse violazioni dei diritti umani dai soldati della 5ª Brigata Integrata delle FARDC contro i portavoce Kinyarwanda nel Territorio Rutshuru, al comando del colonnello Thierry Nindaga. I ribelli appartenenti alla milizia di Laurent Nkunda, con elementi dell'83ª Vrigata, hanno attaccato la 5ª Brigata Integrata delle FARDC. Successivamente hanno conquistato Rwindi e Kibrizi, spingendo al ritiro le FARDC da Rutshuru a Kanyabayonga. Il 21 gennaio, la MONUC ha lanciato operazioni e con successo riconquistato Rwindi e Kibrizi dagli elementi ribelli".[20] La brigata si trova ora a Kananga, Kasai Occidentale. Vedere anche U.S. State Department, 06KINSHASA481, 23 marzo 2006.
- 6ª Brigata (integrata), ha detto che 'la sesta ed ultima brigata dalla prima fase di integrazione dell'esercito dovrebbe essere pronta per la distribuzione a fine settembre' [2005].[18] Situata a Jiba, Territorio dell'Ituri, Provincia Orientale, maggio 2007[21] Ordinato di lasciare Ituri per l'offensiva del Nord Kivu contro Laurent Nkunda, giugno 2007.[22]
- 7ª Brigata (integrata), finito l'addestramento a Kitona nel marzo 2006. Il 3 maggio 2006, venne riferito che 'elementi, come la 7ª Brigata Integrata, stanno ancora occupando spazio al centro brassage di Rumangabu (Nord Kivu), per esempio, e poiché non sono stati completamente dispiegati a Luberu (Nord Kivu), non è possibile per il successivo gruppo di soldati arrivare a Rumangabu per l'integrazione'. (State Department,06KINSHASA711, SSR: Blockages Remain, 8 maggio 2006) Stazionata a Maluku (Kinshasa) agosto 2006[23] Elementi di questa brigata a Bolobo, Provincia di Bandundu, maggio 2007.[24]
- 8ª Brigata (integrata), elementi a Luberizi & Luvungi, nel Sud Kivu, maggio 2007.[25]
- 9ª Brigata (integrata), Nord Kivu. Coinvolta in uno scontro a fuoco il 5 agosto 2006, tra il 94º Battaglione (della 9ª Brigata Integrata) contro il Battaglione 834 (dell'83ª Brigata Non-Integrata), a Sake (Nord Kivu).[26]
- 10ª Brigata (integrata), con sede a Gemena, Equateur, 31 agosto 2007. (07KINSHASA1033, 31 agosto 2007) Schierata nella crisi di Dongo nell'ottobre 2009, subite due sconfitte per mano delle forze di Odjani Mangbama. (Congo Siasa)
- 12ª Brigata (integrata), QG a Baraka, Sud Kivu[27]
- 13ª Brigata (integrata), Marabo, Nord Kivu, metà giugno 2007.[28] Il secondo battaglione di questa brigata in processo di addestramento nei pressi di Bunia a metà agosto 2007.[29]
- 14ª Brigata (integrata), Kalima, Sud Kivu, maggio 2007, ora numerata 105ª Brigata.[30] Africa Confidential ha riportato nel gennaio 2008 che la brigata era parte di un forte attacco del governo forte di 25.000 uomini contro i 4.000 soldati di Laurent Nkunda nel dicembre 2007, ma venne battuta di nuovo, con la perdita del suo 'intero equipaggiamento.'[31] 'Soldiers Who Rape, Commanders Who Condone: Sexual Violence and Military Reform in the Democratic Republic of Congo' di Human Rights Watch, luglio 2009, è uno studio dettagliato della storia e dei crimini di questa brigata.[32]
- 15ª Brigata (integrata), aspetta lo schieramento dal 30 maggio 2007, con 2,837 uomini assegnati.[33] Ordinato di lasciare Kisangani per l'offensiva del Nord Kivu contro Laurent Nkunda, giugno, e poi instradata da parte delle truppe di Nkunda nell'area di Sake, all'inizio del settembre 2007.[22]
- 16ª e 17ª Brigata (integrata) (inizio processo d'integrazione 'brassage' il 30 maggio 2007, entrambe forte di oltre 4.000 uomini all'inizio del processo)[34] La 17a Bga fu poi trasferita nel rapporto Oxfam 'Waking the Devil,' così come più tardi essere nelle località Luhago/Kabona del Territorio Kabare.[35]
- 18ª Brigata[36]

Soldati congolesi addestrati da contraenti americani aspettano istruzioni durante l'addestramento al campo base di Kisangani, 5 maggio 2010

- 103ª Brigata (integrata)—precedentemente designata 11ª Brigata. Elementi riferiti a Walungu, 110 km SO di Bukavu, Sud Kivu nel corso della denuncia di stupro del 27 marzo 2007.[37]

Un certo numero di paesi donatori esterni, inoltre, stanno effettuando programmi di formazione distinti per le varie parti delle Forces du Terrestres (Forze Terrestri). La Repubblica Popolare Cinese ha addestrato le truppe congolesi a Kamina nel Katanga da almeno 2004-2009, e il governo belga sta addestrando almeno un battaglione 'di reazione rapida'. Quando Kabila visitò il presidente statunitense George W. Bush a Washington D.C., chiese al governo degli Stati Uniti anche di formare un battaglione, e, di conseguenza, un imprenditore privato, Protection Strategies Incorporated, ha iniziato l'addestramento di un battaglione delle FARDC al campo base di Kisangani, nel febbraio 2010. La società è supervisionata dal Comando Operazioni Speciali - Comando Africa. I vari programmi di addestramento internazionali non sono ben integrati.

### Aggiornamenti nel 2014
Nel settembre 2014, il presidente Kabila ha rimescolato la struttura di comando e oltre alle regioni militari ha creato tre nuove "zone di difesa" che sarebbero state subordinate direttamente allo stato maggiore. Le zone di difesa creavano essenzialmente un nuovo strato tra lo stato maggiore e i comandanti provinciali. Le stesse regioni militari sono state riorganizzate e non corrispondono a quelle che esistevano prima del rimpasto. Un analista militare congolese con sede a Bruxelles, Jean-Jacques Wondo, ha fornito uno schema della struttura di comando aggiornata delle FARDC a seguito della riorganizzazione dell'alto comando:
- 1ª Zona di difesa (Bas Congo, Bandundu, Equatuer, e Kinshasa): gen. brg. Gabriel Amisi Kumba
  - 11ª Regione Militare (Provincia di Bandundu): gen. Dieudonné Kiamata Mutupeke
  - 12ª Regione Militare (Provincia del Bas-Congo): gen. Jonas Padiri Muhizi
  - 13ª Regione Militare (Provincia dell'Equateur): gen. Luboya Kashama Djuni
  - 14ª Regione Militare (Kinshasa): gen. brg. Camille Bombele Luwala
- 2ª Zona di difesa (Kasai e Katanga): mag. gen. Jean Claude Kifwa
  - 21ª Regione Militare (Province del Kasai-Oriental e del Kasai Occidental): gen. Fall Jikabwe
  - 22ª Regione Militare (Provincia del Katanga): Philemon Yav
- 3ª Zona di difesa (Kivu, Maneima, e Katanga): mag. gen. Leon Mush ale Tsipamba
  - 31ª Regione Militare (Distretti del Bas-Uélé e di Tshopo): gen. Bertin Baseka Kamangala
  - 32ª Regione Militare (Distretti dell'Haut-Uélé e dell'Ituri): gen. Jean-Pierre Bunguabele
  - 33ª Regione Militare (Province di Maneima e del Sud Kivu): gen. Gaetan Kakudji Bobo
  - 34ª Regione Militare (Provincia del Nord Kivu): mag. gen. Emmanuel Lombe

### Capi di Stato Maggiore
Diversi ufficiali noti hanno ricoperto la carica di capo di stato maggiore delle forze terrestri.
- Sylvain Buki (?—2006)
- Gabriel Amisi Kumba (2006—2012)
- François Olenga (2012—?)
- Dieudonné Banze Lubundji (?—presente)[43][44]

### Assistenza estera
Un certo numero di paesi donatori esterni stanno inoltre svolgendo programmi d'addestramento separati per varie parti delle Forces du Terrestres (Forze terrestri). La Repubblica popolare cinese ha addestrato le truppe congolesi a Kamina nel Katanga almeno dal 2004 al 2009, e il governo belga sta addestrando almeno un battaglione di "reazione rapida".
Quando Kabila visitò il presidente degli Stati Uniti George W. Bush a Washington DC, chiese anche al governo degli Stati Uniti di addestrare un battaglione e, di conseguenza, un appaltatore privato, la Protection Strategies Incorporated, iniziò ad addestrare un battaglione di fanteria leggera delle FARDC a Camp Base, Kisangani, nel febbraio 2010. L'unità di 750 soldati congolesi sarebbe diventata nota come il 391º Battaglione Commando. La compagnia era supervisionata dallo U.S. Special Operations Command Africa. Il battaglione è stato addestrato in tattiche di piccole unità, comunicazioni, cure mediche e produzione di cibo per sostenersi.
Tuttavia, nel 2013, durante l'avanzata dei ribelli dell'M23 nel Congo orientale, venne scoperto che diversi membri del 391º Battaglione Commando avevano commesso stupri di massa contro donne civili in fuga dalla zona di guerra ed altre atrocità.

## Guardia Repubblicana
In aggiunta alle altre forze terrestri, il presidente Joseph Kabila ha anche una forza presidenziale della Guardia Repubblicana precedentemente nota come Gruppo di Protezione Speciale del Presidente della Repubblica (GSSP). Gli ufficiali militari delle FARDC affermano che la Garde Républicaine non è responsabilità delle FARDC, ma del Capo dello Stato. A parte l'articolo 140 della legge dell'Esercito e della difesa, nessuna stipula legale sulle Forze Armate della RDC prevede la GR come unità distinta all'interno dell'esercito nazionale. Nel mese di febbraio 2005, il presidente Joseph Kabila approvò un decreto che nominò il comandante della GR e 'abrogò tutte le disposizioni precedenti contrarie' a questo decreto. La GR è forte di più di 10.000 uomini (l'ICG disse 10.000-15.000 nel gennaio 2007), ha migliori condizioni di lavoro e viene pagata regolarmente, ma commette ancora stupri e rapine nelle sue basi.
Nel tentativo di estendere il suo controllo personale in tutto il paese, Joseph Kabila schierò la GR negli aeroporti principali, apparentemente in preparazione di una visita presidenziale imminente. Alla fine del 2005, vi erano guardie schierate a Mbandaka, Kindu, Lubumbashi, Bukavu, Kolwezi, rimanendo molti mesi dopo che il presidente se n'era andato. Sono ancora distribuiti nell'aeroporto di Bangoka di Kisangani, dove non sembrano rispondere a nessun comandante locale e causarono problemi con le truppe MONUC lì.
Anche la GR dovette subire il processo di integrazione, ma nel gennaio 2007, solo un battaglione era stato annunciato come integrato. Addestrata in un centro brassage nel sobborgo di Kinshasa Kibomango, il battaglione includeva 800 uomini, metà dall'ex GSSP e metà dal MLC e dal RCD Goma.

## Equipaggiamento
Il tentativo di elencare le attrezzature a disposizione delle forze terrestri della RDC è difficile; la maggior parte dei dati sono stime affidabili basate su elementi noti consegnati in passato. Il Bilancio Militare dell'International Institute for Strategic Studies 2007 e il Concise World Armies 2005 di Orbat.com tuttavia danno solo leggermente diverse figure (le cifre che seguono sono dal Bilancio Militare IISS 2007). Gran parte del materiale dell'esercito non è operativo a causa dell'insufficiente manutenzione, nel 2002 solo il 20 per cento dei veicoli blindati dell'esercito venne stimato come utile.
- Carri armati da combattimento: 30 x Type 59, 30 x T-55,100 x T 72
- Veicoli di ricognizione: 40+ carri leggeri Type 62, 40+ autoblindo Panhard AML
- Veicoli da combattimento della fanteria: 20 BMP-1
- Veicoli trasporto truppe: rapporti IISS M-113, Type 63, e veicoli a motore tra cui Casspir, Panhard M3, TH 390 Fahd, Wolf Turbo 2
- Artiglieria: 100 cannoni, vanno dal M116 da 75 mm al D-30 da 130 mm, e 30 MRL Type 81

Oltre a questi dati del 2007, nel marzo 2010, venne riferito che le forze terrestri della RDC avevano ordinato USD $ 80 000 000 dollari di attrezzature militari dall'Ucraina che comprendevano 20 carri armati T-72, 100 camion e varie armi leggere. 20 x T-72 sono riportati dal World Defence Almanac. I carri armati sono stati usati nel Kivu nel periodo 2005-09.
Nel febbraio 2014, l'Ucraina ha rivelato di aver raggiunto il primo ordine di esportazione per il carro armato T-64 alle Forze Terrestri della RDC di 50 T-64BV-1.
Nel giugno 2015 è stato riferito che la Georgia aveva venduto 12 dei suoi Didgori-2 alla RDC per $ 4 milioni. I veicoli sono stati specificamente progettati per la ricognizione e per azioni specifiche. Due dei veicoli sono una conversione recentemente sviluppata per servire l'evacuazione al campo medico.

## Insegne militari
| Gruppo gradi               | Ufficiali generali/di bandiera | Ufficiali generali/di bandiera | Ufficiali generali/di bandiera | Ufficiali generali/di bandiera | Ufficiali generali/di bandiera | Ufficiali generali/di bandiera | Ufficiali generali/di bandiera | Ufficiali generali/di bandiera | Ufficiali generali/di bandiera | Ufficiali generali/di bandiera | Ufficiali da campo/senior | Ufficiali da campo/senior | Ufficiali da campo/senior | Ufficiali da campo/senior | Ufficiali da campo/senior | Ufficiali da campo/senior | Ufficiali junior | Ufficiali junior | Ufficiali junior | Ufficiali junior | Ufficiali junior | Ufficiali junior | Ufficiali junior | Ufficiali junior | Allievo ufficiale | Allievo ufficiale | Allievo ufficiale | Allievo ufficiale | Allievo ufficiale | Allievo ufficiale | Allievo ufficiale | Allievo ufficiale | Allievo ufficiale | Allievo ufficiale | Allievo ufficiale | Allievo ufficiale |
| -------------------------- | ------------------------------ | ------------------------------ | ------------------------------ | ------------------------------ | ------------------------------ | ------------------------------ | ------------------------------ | ------------------------------ | ------------------------------ | ------------------------------ | ------------------------- | ------------------------- | ------------------------- | ------------------------- | ------------------------- | ------------------------- | ---------------- | ---------------- | ---------------- | ---------------- | ---------------- | ---------------- | ---------------- | ---------------- | ----------------- | ----------------- | ----------------- | ----------------- | ----------------- | ----------------- | ----------------- | ----------------- | ----------------- | ----------------- | ----------------- | ----------------- |
| Armée Nationale Congolaise |                                |                                |                                |                                |                                |                                |                                |                                |                                |                                |                           |                           |                           |                           |                           |                           |                  |                  |                  |                  |                  |                  |                  |                  |                   |                   |                   |                   |                   |                   |                   |                   |                   |                   |                   |                   |
| Général d'armée            | Général d'armée                | Lieutenant-général             | Lieutenant-général             | Général-major                  | Général-major                  | Général de brigade             | Général de brigade             | Colonel                        | Colonel                        | Lieutenant-colonel             | Lieutenant-colonel        | Major                     | Major                     | Capitaine                 | Capitaine                 | Lieutenant                | Lieutenant       | Lieutenant       | Sous-lieutenant  | Sous-lieutenant  | Sous-lieutenant  |                  |                  |                  |                   |                   |                   |                   |                   |                   |                   |                   |                   |                   |                   |                   |

| Gruppo gradi               | Sottufficiali senior                | Sottufficiali senior                | Sottufficiali senior                | Sottufficiali senior                                        | Sottufficiali senior                                        | Sottufficiali senior                                        | Sottufficiali senior                       | Sottufficiali senior                       | Sottufficiali senior                                    | Sottufficiali senior            | Sottufficiali senior                     | Sottufficiali senior                     | Sottufficiali senior                     | Sottufficiali senior                     | Sottufficiali senior                     | Sottufficiali senior                     | Sottufficiali senior | Sottufficiali senior | Sottufficiali senior | Sottufficiali senior | Sottufficiali senior | Sottufficiali senior | Sottufficiali junior | Sottufficiali junior | Sottufficiali junior                     | Sottufficiali junior                     | Sottufficiali junior                     | Sottufficiali junior                     | Arruolati                                | Arruolati                                | Arruolati                        | Arruolati      | Arruolati | Arruolati | Arruolati      | Arruolati      |
| -------------------------- | ----------------------------------- | ----------------------------------- | ----------------------------------- | ----------------------------------------------------------- | ----------------------------------------------------------- | ----------------------------------------------------------- | ------------------------------------------ | ------------------------------------------ | ------------------------------------------------------- | ------------------------------- | ---------------------------------------- | ---------------------------------------- | ---------------------------------------- | ---------------------------------------- | ---------------------------------------- | ---------------------------------------- | -------------------- | -------------------- | -------------------- | -------------------- | -------------------- | -------------------- | -------------------- | -------------------- | ---------------------------------------- | ---------------------------------------- | ---------------------------------------- | ---------------------------------------- | ---------------------------------------- | ---------------------------------------- | -------------------------------- | -------------- | --------- | --------- | -------------- | -------------- |
| Armée Nationale Congolaise |                                     |                                     |                                     |                                                             |                                                             |                                                             |                                            |                                            |                                                         |                                 |                                          |                                          |                                          |                                          |                                          |                                          |                      |                      |                      |                      |                      |                      |                      |                      |                                          |                                          |                                          |                                          |                                          |                                          |                                  |                |           |           | Nessun'insegna | Nessun'insegna |
| Armée Nationale Congolaise | Chief Warrant Officer Adjudant-Chef | Chief Warrant Officer Adjudant-Chef | Chief Warrant Officer Adjudant-Chef | Warrant Officer di prima classe Adjudant de Première Classe | Warrant Officer di prima classe Adjudant de Première Classe | Warrant Officer di prima classe Adjudant de Première Classe | Warrant Officer di seconda classe Adjudant | Warrant Officer di seconda classe Adjudant | Sergente maggiore di prima classe Premier Sergent Major | Sergente maggiore Sergent Major | Sergente di prima classe Premier Sergent | Sergente di prima classe Premier Sergent | Sergente di prima classe Premier Sergent | Sergente di prima classe Premier Sergent | Sergente di prima classe Premier Sergent | Sergente di prima classe Premier Sergent | Sergente Sergent     | Sergente Sergent     | Sergente Sergent     | Sergente Sergent     | Sergente Sergent     | Sergente Sergent     | Caporale Caporal     | Caporale Caporal     | Soldato scelto Soldat de Première Classe | Soldato scelto Soldat de Première Classe | Soldato scelto Soldat de Première Classe | Soldato scelto Soldat de Première Classe | Soldato scelto Soldat de Première Classe | Soldato scelto Soldat de Première Classe | Soldato Soldat de Seconde Classe | Recluta Recrue |           |           |                |                |

## Altre forze attive nel paese

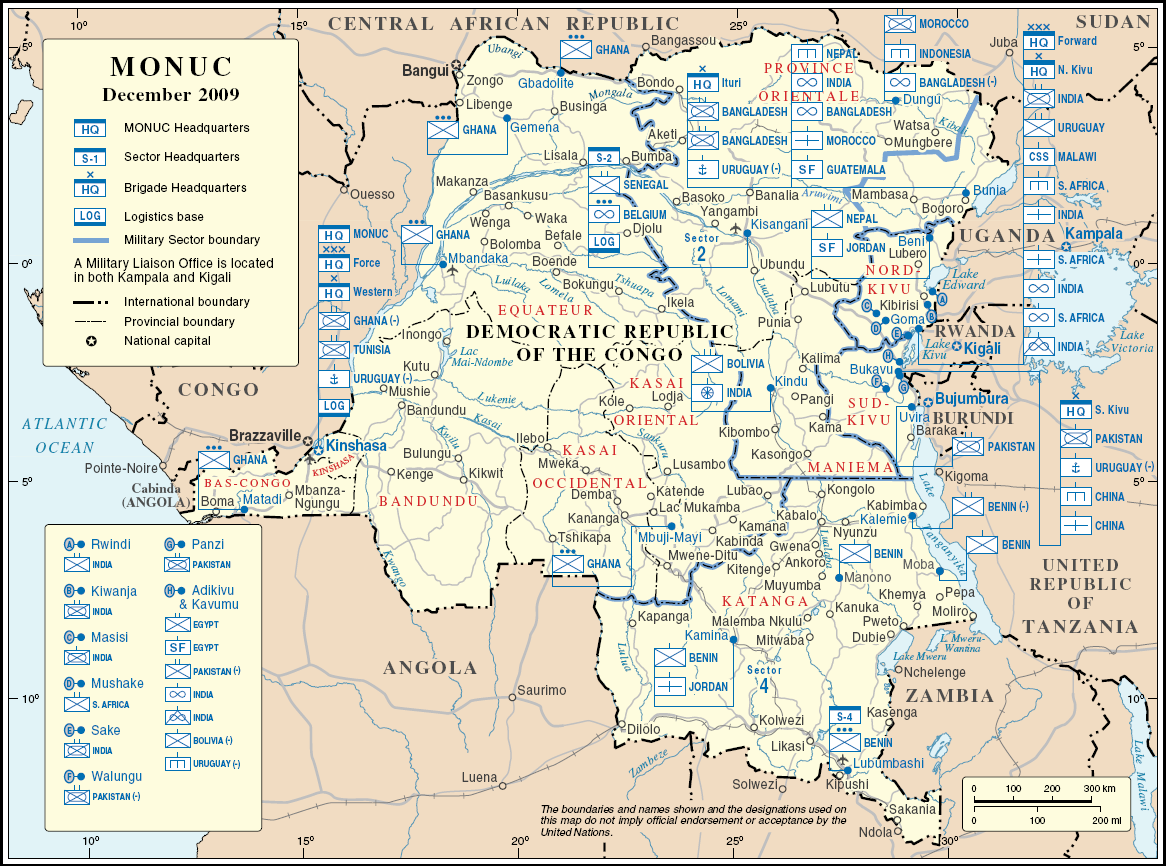
Sedi di unità MONUC a dicembre 2009

### Le Nazioni Unite
Ci sono un gran numero di truppe delle Nazioni Unite di stanza nella RDC. La Missione di Stabilizzazione dell'Organizzazione delle Nazioni Unite nella Repubblica Democratica del Congo (MONUC), al 31 agosto 2011, aveva una forza attiva di oltre 19.000 caschi blu (di cui 16.998 militari) e ha la missione di assistere le autorità congolesi nel mantenere la sicurezza. Le missioni di aiuto militari delle Nazioni Unite e straniere, di cui la più importante è la EUSEC RD Congo, stanno tentando di aiutare i congolesi nella ricostruzione delle forze armate, con importanti sforzi compiuti nel tentativo di assicurare il regolare pagamento degli stipendi al personale delle forze armate e anche nella giustizia militare. Il tenente generale canadese in pensione Marc Caron servì per un certo tempo anche come consigliere della riforma del settore di sicurezza del capo della MONUC.

### Le forze anti e non governative
Gruppi di ribelli anti-governativi rwandesi, come le FDLR, e altri combattenti stranieri rimangono all'interno della RDC. Le FDLR, che sono la più grande preoccupazione, erano forti di più di 6.000 uomini, nel luglio 2007. Entro la fine del 2010 la forza delle FDLR però venne stimata a 2.500 uomini.
Gli altri gruppi sono più piccoli: l'Esercito di Resistenza del Signore ugandese, il gruppo ribelle ugandese dell'Alleanza delle Forze Democratiche nell'area remota del Monte Ruwenzori, e il Parti pour la Libération du Peuple Hutu-Forces Nationales de Liberation burundiano (PALIPEHUTU-FNL).

### I paramilitari del governo
Infine vi è una forza paramilitare del governo, creata nel 1997 sotto la presidenza di Laurent Kabila. Il Servizio Nazionale ha il compito di fornire l'esercito con il cibo e con l'addestramento dei giovani in una serie di attività di sviluppo e di ricostruzione. Non ci sono molte ulteriori informazioni disponibili, nessuna fonte internet accessibile alla relazione del Servizio Nazionale per gli altri corpi delle forze armate; non è elencato nella costituzione. Il presidente Kabila, in uno dei pochi commenti rilasciati, dice che il Servizio Nazionale fornirà un'attività lucrativa per i bambini di strada. È stato proposto anche un servizio civile obbligatorio amministrato attraverso le forze armate sotto il regime di Mobutu nel corso del programma di 'radicalizzazione' del dicembre 1974-gennaio 1975; le FAZ si opposero alla misura e il piano 'necessitò diversi mesi per morire.'